# توسونتسنگل (زاوخان)
توسونتسنگل (به لاتین: Tosontsengel) یک منطقهٔ مسکونی در مغولستان است که در استان زوخان واقع شده‌است.